# Qunying Shuiku
Qunying Shuiku (kinesiska: 群英水库) är en reservoar i Kina. Den ligger i den centrala delen av landet, 600 km sydväst om huvudstaden Peking. Qunying Shuiku ligger 534 meter över havet. I omgivningarna runt Qunying Shuiku växer i huvudsak blandskog.